# Autoplastica
L'autoplastica è un trattamento medico che consiste nel trapiantare un determinato tessuto da una parte all'altra dell'organismo.

## Scopi
Lo scopo di un tale intervento chirurgico è solitamente riparativo, in quanto permette di ovviare la perdita di materiale da un punto importante del corpo senza che per trovare del tessuto di un altro organismo siano fatti dei test per la compatibilità.

## Tipologie più eseguite
La tipologia più eseguita è quella del trapianto di cute, ma si possono anche eseguire trapianti di ossa o muscoli